# Luísa Dias Diogo
Luísa Dias Diogo   (Província de Tete, 11 d'abril de 1958) és una economista i política moçambicana, Primera Ministra des del 2004 fins al 2010. Va substituir en el càrrec Pascoal Mocumbi després d'un perllongat mandat de nou anys. Abans de passar a convertir-se en Primera Ministra va ocupar el càrrec de Ministra de Planificació i Finances, ja que va continuar exercint fins a febrer de 2005. Va ser la primera dona a ocupar el càrrec de Primera Ministra de Moçambic. Diogo representa al partit Frelimo que ha governat el país des de la independència el 1975.

## Biografia
Va estudiar a la Universitat Eduardo Mondlane de Maputo, on es va llicenciar el 1983. Va obtenir un master en economia financera a la Escola d'Estudis Orientals i Africans de la Universitat de Londres el 1992.

## Carrera
En 1980, quan encara era estudiant, va començar a treballar per al Ministeri d'Economia de Moçambic, arribant a ser cap de departament el 1986 i Directora nacional del pressupost en 1989. Va treballar així mateix pel Banc Mundial en les seves oficines de Maputo. En 1994 es va unir al govern del Frelimo com a viceministra de finances del president Joaquim Chissano.
L'any 2003 el Secretari General de les Nacions Unides Kofi Annan va nomenar Diogo a la Comissió de les Nacions Unides sobre el Sector Privat i el Desenvolupament, que va ser copresidida pel primer ministre del Canadà Paul Martin i el President de Mèxic Ernesto Zedillo.

### Primera Ministra, 2004–2010
Diogo va ser nomenada primera ministra al febrer de 2004, succeint Pascoal Mocumbi. Va continuar mantenint el seu lloc com a ministre de Finances fins a 2005. Al setembre de 2005 Diogo va ser l'orador convidat internacional a la Conferència del Partit Laborista britànic.
El 2006, Annan va nomenar Diogo copresidenta del Grup d'Alt Nivell de les Nacions Unides sobre Coherència Sistèmica, que va ser creat per explorar com el sistema de les Nacions Unides podria funcionar de manera més coherent i eficaç arreu del món en el les àrees de desenvolupament, assistència humanitària i medi ambient.
Després dels informes que alguns agricultors es negaven a abandonar el seu bestiar a les zones amenaçades per la inundació de 2007 a Moçambic, Diogo va ordenar evacuacions forçoses dels ciutadans a les zones baixes de la vall del Zambezi.
Durant el seu temps en el càrrec, Diogo va instar els ministres de salut africans a oferir serveis de salut sexual i reproductiva de franc a tot el continent. Aquests serveis podrien reduir la mortalitat infantil en dues terceres parts, reduir la mortalitat materna en tres quartes parts, reduir la propagació de la SIDA, i promoure la igualtat de gènere i l'autonomia de les dones. L'objectiu fixat per l'ONU era aconseguir aquests objectius en 2015.
Diogo també es va centrar en la igualtat de gènere i potenciació de la dona a través de la "Xarxa de Dones Ministres i Parlamentàries" (MUNIPA). La xarxa MUNIPA té com a objectiu enfortir les activitats de defensa i pressió perquè s'adoptin polítiques i lleis favorables a l'equitat de gènere i l'apoderament de les dones. La promoció de la igualtat entre homes i dones és una preocupació central del govern de Moçambic, que ha estat adoptant instruments per promoure la promoció de les dones a tots els nivells [de govern].

## Després de la política
L'agost de 2010 el Secretari General de l'ONU Ban Ki-moon va nomenar Diogo al Grup d'alt nivell sobre la Sostenibilitat Mundial, que va ser copresidit pels presidents Tarja Halonen de Finlàndia i Jacob Zuma de Sud-àfrica.
El 2012 Diogo fou nomenada presidenta del Barclays Bank a Moçambic.
En 2014 Diogo va quedar segona després de Filipe Nyusi en les eleccions al FRELIMO com a candidata a les eleccions generals. Aleshores tenia el suport d'una fracció del partit liderada per Chissano.
En 2016 Diogo fou nomenada per Erik Solheim, president Comitè d'Assistència al Desenvolupament, per formar part del Grup d'alt nivell sobre el futur del Comitè d'Ajuda al Desenvolupament sota el lideratge de Mary Robinson.